# Gay Lundin
Gay Ronnie Georg Lundin, född 12 juli 1950 i Maria Magdalena församling, Stockholm, är en svensk skådespelare, clown, varietéartist och programledare.

## Biografi
Lundin har bland annat utbildat sig vid Teaterhögskolan i Stockholm och Institutet för scenkonst. Han var mellan åren 1983 och 1985 programledare för barnprogrammet Lördagsgodis i TV2.

## Filmografi
- 1982 – Alberts underliga resa (TV-serie)
- 1988 – Freden och jag
- 1991 – T. Sventon och fallet Isabella
- 1995 – Pensionat Oskar

## Teater

### Roller
| År   | Roll | Produktion                                     | Regi             | Teater               |
| ---- | ---- | ---------------------------------------------- | ---------------- | -------------------- |
| 1986 |      | Mandragola (La Mandragola) Niccolò Machiavelli | Radu Penciulescu | Dramatiska ensemblen |